# سرباره

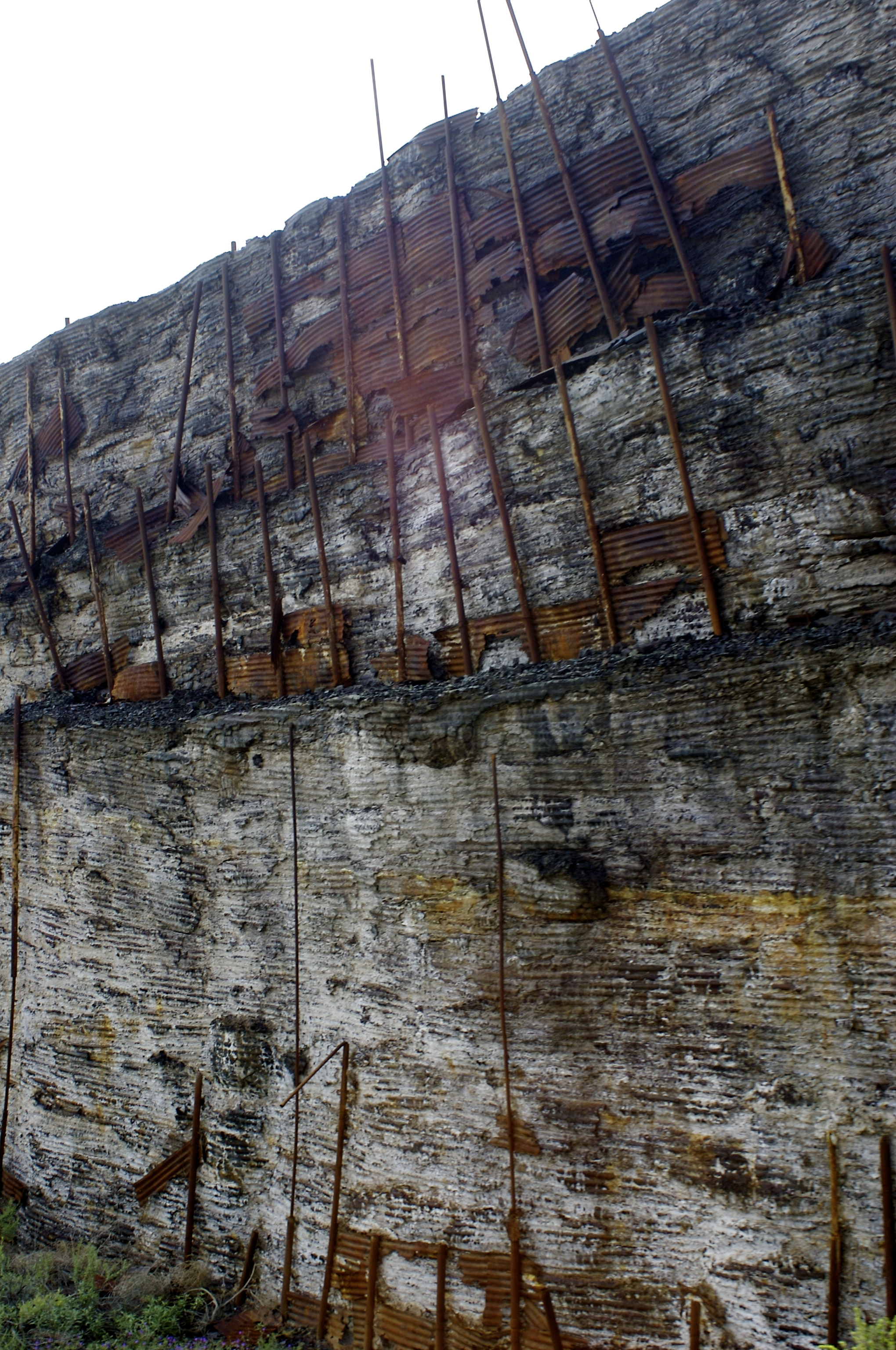

سرباره (به انگلیسی: Slag) محصولی مصنوعی و جانبی است، که به هنگام جداسازی آهن در کوره‌های ذوب‌آهن از ناخالصی‌های موجود در سنگ آهن به وجود می‌آید. سرباره ترکیبی از سیلیکات و اکسیدهای فلزی پیچیده‌است که پس از سرد شدن مواد ناخالص باقی می‌ماند. این ترکیب پس از گرفتن شکل جامد در مصارف گوناگون کاربرد دارد که اعم از سیمان‌های سرباره‌ای، مواد نسوز، پشم سرباره و بالاست راه‌آهن و مصالح زیرسازی جاده و مصالح سنگی آسفالت و بتن است.

## تولید
امروزه فولاد خام عمدتاً به دو روش ذیل تولید می‌گردد:
1. تهیهٔ چدن مذاب در کورهٔ بلند و ساخت فولاد در کانورترهای اکسیژنی و ریخته‌گری مداوم فولاد مذاب
2. ذوب قراضه یا آهن اسفنجی در کوره‌های قوس الکتریکی و ریخته‌گری مداوم

در روش دوم پودر سنگ آهن انباشت شده در واحد گندله‌سازی تبدیل به گندله‌های پختهٔ کروی شکل شده و در واحد احیاء مستقیم با از دست دادن اکسیژن خود به آهن اسفنجی تبدیل و سپس در کوره‌های قوس الکتریکی واحد فولادسازی همراه با قراضه ذوب می‌شود. در زمان تولید فولاد، ناخالصی‌های موجود در سنگ آهن محصولی جانبی با نام سرباره ایجاد می‌نماید. سرباره ترکیبی از سیلیکات و اکسیدهای فلزی پیچیده‌است که پس از سرد شدن به عنوان یک مادهٔ ناخالص باقی می‌ماند. از نظر شیمیایی اجزای تشکیل دهندهٔ سرباره آهک، سیلیس و آلومین است. ترکیب شیمیایی سرباره بسته به ترکیب معدن سنگ آهن و ناخالصی‌های موجود در سنگ آهک اضافه شده به کوره دارد. در فرایند تولید فولاد کاهش و حذف سرباره ناممکن است، در نتیجه بازیافت سرباره از اهمیت ویژه‌ای برخوردار است. این ماده در طبقه‌بندی مدیریت پسماند سازمان حفاظت محیط زیست به‌عنوان یک پسماند صنعتی غیرخطرناک شناخته شده‌است.

## انواع سرباره

سرباره‌هایی که در مراحل مختلف تولید آهن ایجاد می‌شوند.

آهن تولید شده در کوره‌های ذوب آهن، دارای میزان کربن متفاوت است و کربن موجود در آن سختی آهن را مشخص می‌کند. این درجه‌بندی رابطهٔ مستقیم با میزان مواد اضافی است که در کوره قرار می‌گیرند. از این رو میزان سرباره و ترکیب آن با درجهٔ فولاد تولید شده در رابطه است. چندین نوع سرباره در مراحل مختلف تولید آهن ایجاد می‌شوند. از آن‌ها می‌توان به سربارهٔ کوره (سربارهٔ شیر)، سربارهٔ شن‌کش، سربارهٔ مصنوعی یا پاتیل، سربارهٔ بازمانده.

## روش‌های سرد کردن سرباره
مواد مذاب سرباره که به‌دلیل سبک‌تر بودن، بالاتر از آهن مذاب قرار می‌گیرند باید از کوره خارج شوند تا به‌صورت مصالح دانه‌ای در آیند. برای سرد کردن سرباره از دو روش استفاده می‌شود.

### سرد کردن در هوا که به آهستگی انجام می‌گیرد
در این روش به‌دلیل ایجاد شرایط و داشتن زمان کافی برای سرد کردن. سرباره به آهستگی سرد می‌شود و به شکل بلوری بسته و سخت می‌شود. سربارهٔ تولید شده در این روش را برای ساخت بالاست جهت زیرسازی ریل راه‌آهن، مصالح زیرسازی جاده‌ها، مصالح آسفالت و بتن مورد استفاده قرار می‌دهند.
در استاندارد BS 1047 مشخصات سرد کردن تفاله به سه گونه است:
- در ظروف کوچک ملاقه‌مانند، سربارهٔ گلوله‌ای
- در چاله‌ها، کانال‌ها و قالب‌های بزرگ، سربارهٔ چاله‌ای
- به‌صورت کپه‌ای با انباشته روی زمین[۲]

## خواص فیزیکی سرباره

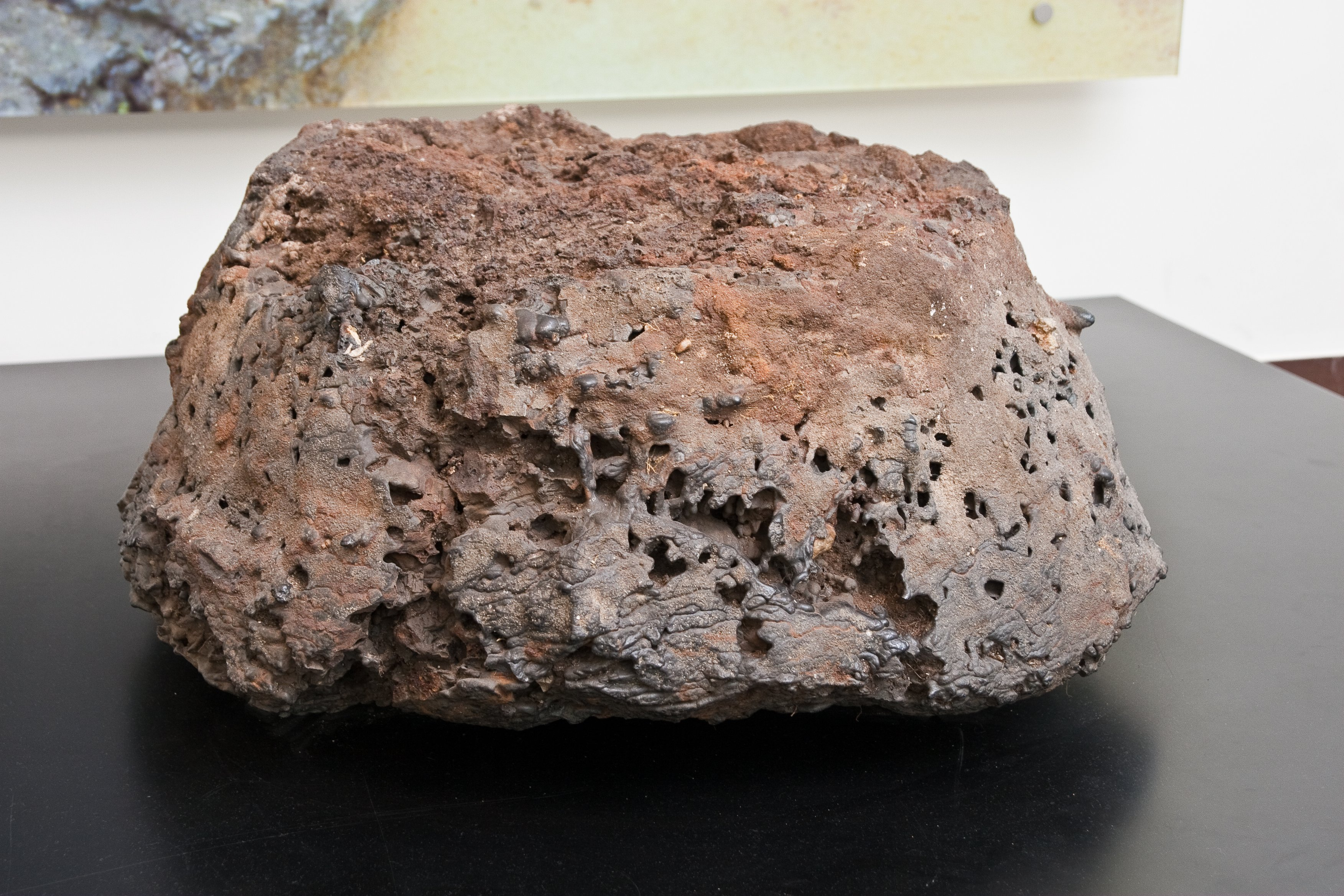
سرباره از ۲۰۰–۵۰۰ پیش از میلاد

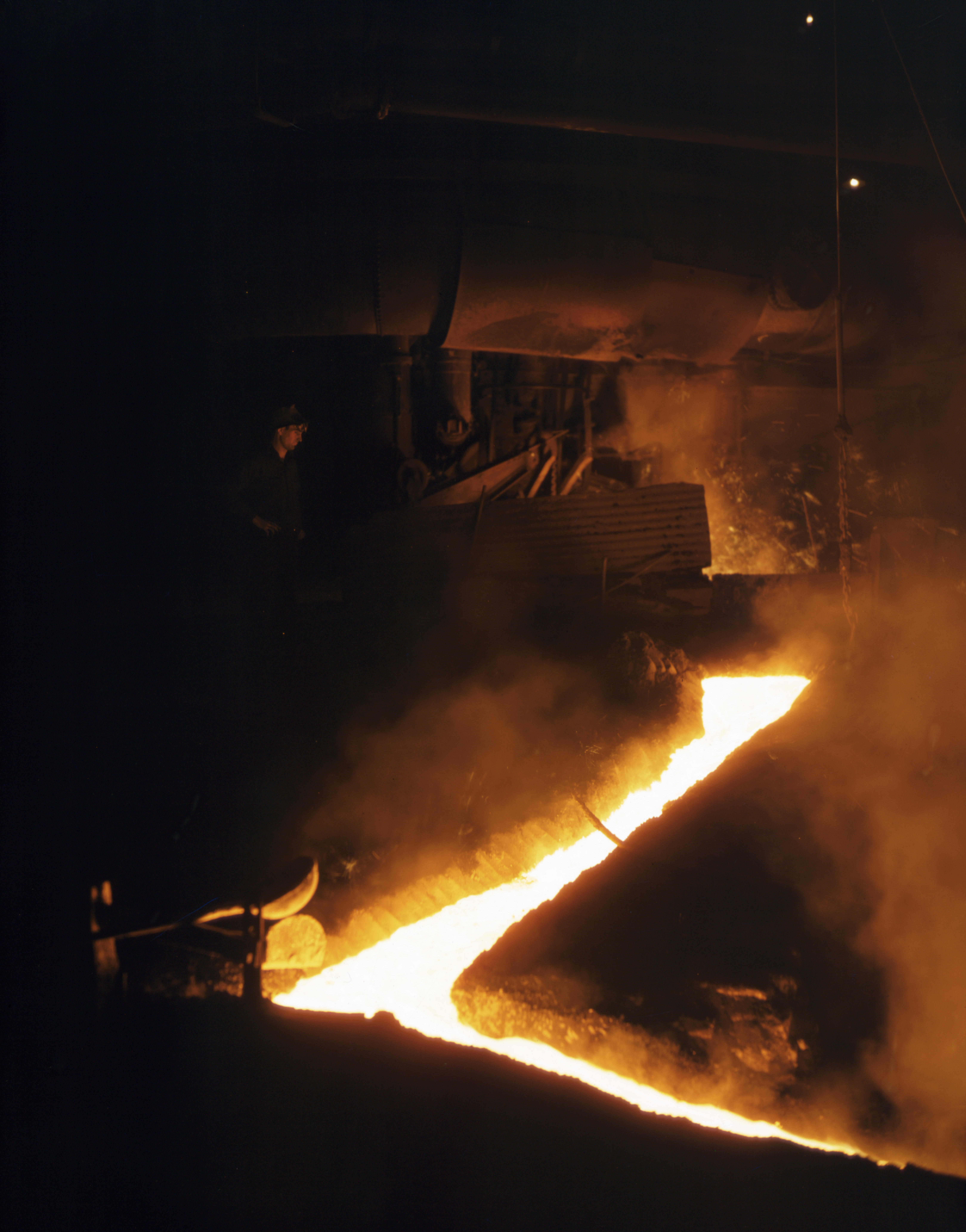
سرباره بر روی فولاد مذاب

از نظر فیزیکی، سرباره بایستی دارای بافت شیشه‌ای باشد. در سیستم‌های امروزی با استفاده از آب‌پاشی با فشار بالا شرایطی را به‌وجود می‌آورند که حالت شیشه‌ای سرباره به حدود ۹۵ تا ۱۰۰ درصد برسد. حالت شیشه‌ای (بدون شکل) سرباره و ترکیب شیمیایی مناسب با آن از عوامل اصلی تعیین‌کنندهٔ خاصیت هیدرولیکی (تشکیل فعل و انفعال با آب) سرباره است. دلیل گیرش سربارهٔ شیشه‌ای وجود اکسیدهای آمورف (بی‌شکل) است که در شرایط و حالت بی‌نظم در کنار یکدیگر قرار می‌گیرند. به علاوه با بررسی میکروسکوپی سرباره‌ای که به آهستگی خنک می‌شود، به‌خوبی می‌توان کریستال‌های گلنایت یا ژهلنیت و آکرومانیت و غیره را مشاهده کرد. این در حالتی است که در سربارهٔ ریزدانه چنین کریستال‌هایی وجود خارجی ندارند.
در سرباره شیشه‌ای، انرژی لازم برای کریستاله شدن ترکیبات فوق به‌صورت نهایی ذخیره شده‌است؛ پس می‌توان سربارهٔ شیشه‌ای را به‌عنوان ماده‌ای که دارای استعداد تشکیل پیوند هیدرولیکی است به‌شمار آورد. وزن مخصوص سربارهٔ کورهٔ ذوب‌آهن اصفهان ۲٫۷۵۴ گرم بر سانتی‌متر مکعب و سطح مخصوص آن حدود ۲٬۲۰۰ سانتی‌متر مربع بر گرم است که البته سطح مخصوص به نحوهٔ آسیاب کردن بستگی دارد.

## خواص شیمیایی سرباره
اجزای تشکیل‌دهندهٔ سرباره عمدتاً آهک، سیلیس و آلومین است و شباهت زیادی به اجزای سیمان پرتلند دارد. ترکیب شیمیایی سرباره بستگی به ترکیب سنگ معدن، همچنین ناخالصی‌های موجود در سنگ آهک اضافه شده به کوره دارد؛ بنابراین از نظر هدایت تولید آهن در کورهٔ ذوب آهن بهتر است سنگ آهک دارای خلوص بالاتری باشد. به‌طور کلی سرباره‌ها تفاوت‌هایی در ترکیب شیمیایی خود دارند و درصد ترکیب اجزای اصلی به این صورت است:
- SiO2 ......... %۳۸–۲۸
- Al2O3 .......... %۱۸–۸
- CaO ........... %۴۵–۳۵

به علاوه سرباره ممکن است حاوی مقدار قابل توجهی منیزیم در حدود ۱۶ درصد و سولفید کلسیم در حدود ۵ درصد و اکسید منگنز، اکسید فرو و مقداری آهن فلزی و مقادیر جزئی قلیایی نیز باشد.

## سربارهٔ مناسب برای سیمان سرباره‌ای
سرباره‌ای که به آهستگی سرد شده باشد، بلوری می‌شود و برای ساختن سیمان مناسب نیست؛ ولی اگر سرباره را به‌وسیلهٔ جریان آب با فشار زیاد سرد نمایند به‌صورت سربارهٔ دانه‌ای تبدیل می‌شوند و حالت شیشه‌ای پیدا می‌کنند و از نطر شیمیایی در ترکیب با اجزای سیمان به‌صورت فعال در می‌آیند. واکنش آب با سربارهٔ دانه‌ای که نرمی آن به اندازهٔ ذرات سیمان باشد، بسیار ضعیف است و به‌سختی می‌توان آن را به عنوان یک اتصال‌دهندهٔ هیدرولیکی مستقل در نظر گرفت، ولی با افزودن فعال‌کننده‌ای مثل هیدروکسید کلسیم میل ترکیبی سرباره با آب زیاد می‌شود.
در این حالت واکنش‌های ترکیبی همانند سیمان پرتلند است و تنها تفاوتش این است که واکنش با سرعت کمتری صورت می‌پذیرد. اساساً ترکیبات شیمیایی سرباره از اهمیت زیادی برخوردار هستند چون در سنجش خاصیت هیدرولیکی سربارهٔ دانه‌ای نقش به‌سزایی دارد به‌طوری‌که با معلوم شدن مقدار درصدهای ترکیبات شیمیایی اجزای سرباره، مدول هیدرولیکی که مشخص‌کنندهٔ خاصیت هیدرولیکی سرباره است تعیین می‌شود. آیین‌نامهٔ DIN 1164 آلمان مدول‌هایی را برای تعیین میزان کیفیت و مرغوبیت سرباره ارائه داده‌است که باید بزرگ‌تر از یک باشد. این مدول‌ها عبارت‌اند از:
الف: (CaO+MgO+ 1/3 Al2O3)/(SiO2+ 2/3 Al2O3)≥۱
ب: (CaO+MgO+ Al2O3)/SiO2≥۱
مدول (الف) برای کورهٔ ذوب‌آهن اصفهان به‌طور متوسط ۱٫۲۰ است. مدول دیگری توسط Keil تعریف شده‌است که عبارت‌است از:
F= (CaO+CaS+1/2 MgO+ Al2O3)/(3SiO2+MnO)≥۱٫۵

## ساخت سیمان‌های سرباره‌ای
سربارهٔ دانه‌ای را جهت ساخت سیمان‌های سرباره‌ای استفاده می‌کنند برای انجام این امر سه روش وجود دارد:
- گرد سرباره را به مواد اولیهٔ سیمان پرتلند اضافه می‌کنند.
- به همراه کلینکر سیمان پرتلند و قدری سنگ گچ، آن را آسیاب می‌کنند که به سیمان آهن‌گدازی معروف است.
- از آسیاب کردن آن با سنگ گچ و قدری کلینکر، سیمان سوپرسولفات می‌سازند.[۲]

## استاندارد سیمان‌های سرباره‌ای
استاندارد ویژگی‌های سرباره و سیمان سرباره‌ای ایران نخستین بار در سال ۱۳۷۳ تهیه شد. در این استاندارد چند نوع سیمان سرباره‌ای آورده شده‌است. سیمان پرتلند سرباره‌ای با حداکثر وزنی سربارهٔ ۲۵ درصد، سیمان پرتلند سرباره‌ای ضد سولفات با حداکثر مقدار سربارهٔ ۷۰ درصد و سیمان سرباره‌ای که در آن مقدار وزنی سرباره بیش از ۷۰ درصد است. در این سیمان‌ها ویژگی‌های شیمیایی اجباری نظیر مقدار گوگرد به صورت‌های مختلف، باقی‌ماندهٔ نامحلول‌ها، قلیایی‌های قابل حل در آب و افت حرارتی باید کنترل گردد. در بخش ویژگی‌های شیمیایی اختیاری مقادیر اکسیدهای سیلیسیم، آلومینیوم و کلسیم مورد ارزیابی قرار می‌گیرند. در خصوص ویژگی‌های فیزیکی سیمان‌های سرباره‌ای مواردی چون نرمی انبساط و انقباض با آزمایش اتوکلاو زمان گیرش حداقل مقاومت فشاری و حداکثر حرارت هیدراتاسیون باید کنترل و با استاندارد مطابقت داده شود.
سرباره در صنعت شیشه‌سازی و کارخانه‌های سیمان و نیز به‌عنوان عایق حرارتی در ساختمان‌ها به‌کار می‌رود. با تشکیل سربارهٔ مناسب در کوره که به سربارهٔ پفکی معروف است می‌توان از نسوز کوره محافظت نموده (در کورهٔ قوس الکتریکی) مخصوصاً جمع‌آوری سرباره از روی زمین نیاز دارد که متریال مانند آهک و دولومیت مناسب و به اندازه باشد. feo بالا و عناصری مانند سیلیس، سرباره را از حالت پفکی خارج کرده و ضمن بالا رفتن چگالی سرباره، سرباره بسیار سیال و سخت می‌گردد، تزریق کربن به داخل سرباره ضمن گوگردزدایی باعث پفکی شدن سرباره می‌شود و عملیات تصفیهٔ مذاب را بهتر انجام می‌دهد.
از دیگر مزایای سربارهٔ پفکی کم شدن صدای کوره (آلودگی صوتی کمتر) است.

## معایب
سرباره در ریخته‌گری اغلب یک مشکل و عیب به حساب می‌آید که ورود آن به داخل مذاب سبب کاهش شدید خواص مکانیکی قطعه می‌شود.